# 라르스 리켄
라르스 리켄(Lars Ricken, 1976년 7월 10일 ~ )은 독일의 은퇴한 축구 선수이다. 현역 시절 미드필더였던 그는 프로경력 15년 동안 보루시아 도르트문트에서만 활약하였다.
그는 당시 공식 경기에 출전한 최연소 도르트문트 선수로 이름을 올렸으나, 나중에 누리 샤힌이 이 기록을 경신하였다. 그는 5년 동안 독일 축구 국가대표팀의 일원이었으며, 그동안 2002년 FIFA 월드컵과 1999년 FIFA 컨페더레이션스컵에 참가하였다.

## 축구 경력
도르트문트 출신으로, 리켄은 지역 클럽인 어린 나이에 보루시아 도르트문트의 유소년팀 일원이 되었고, 1994년 3월 8일에 1-2로 패한 VfB 슈투트가르트와의 홈 경기에서 17세의 나이에 푸스발-분데스리가 데뷔전을 치루었다. 1994-95 시즌을 기점으로 그는 주전이 되었다.
리켄은 유벤투스 FC를 상대로 한 UEFA 챔피언스리그 1996-97 결승전에서 중요한 쐐기골을 득점하였다. 그는 이골로 역사상 최연소 득점자 (20세 322일) 가 되었고, 교체 후 16초만에 득점함에 따라 교체투입후 최단시간 득점을 기록하였다. 그는 1994년과 1996년 사이의 두시즌간 47경기에 출전하여 8골들 득점하며 팀의 2연패를 도왔다.
이어지는 세월동안, 리켄은 여러 차례 부상을 당하며 큰 성공을 거두지 못하였다. 1997년 9월 10일, 아르메니아와의 1998년 FIFA 월드컵 유럽 지역 예선전을 기점으로 독일 축구 국가대표팀 일원이 된 그는 이 대회의 본선 최종 엔트리에 낙마함은 물론 UEFA 유로 2000에도 최종 엔트리에 포함되지 못하였다. 이후, 그는 기량을 되찾아, 2001-02 시즌에 개인 한시즌 최다골인 6골을 득점하며 팀의 다시 리그 정상에 올려놓았고, 국가대표팀 감독인 루디 푈러는 그를 2002년 FIFA 월드컵의 23인 최종 엔트리에 포함시켰다. 그는 경기에 출장하지 못하였으나, 독일 국가대표팀은 이 대회에서 준우승을 거두었다.
월드컵 이후 리켄은 부상에 시달렸고, 그에 따라 그는 유럽대항전이나 국제대항전에 더 이상 차출되지 못하였다. 2007년 4월 초, 그는 기량 하락으로 인해 토마스 돌 감독에 의해 리저브 팀으로 강등당하였다.
2007년 11월, 리켄은 현역 은퇴를 선언하였다. 축구계 복귀를 위해 그는 2008년 2월에 미국 메이저 리그 사커의 콜롬버스 크루의 짧은 훈련세션에 참석하였으나, 며칠만에 독일 도르트문트로 복귀하였다.
2008년 6월 11일, 보루시아 도르트문트의 스포르팅 디렉터이자 전 축구선수였던 미하엘 초어크는 리켄이 서부 레기오날리가에 있는 리저브 팀에서 활약하며 유소년 지도자로 즉시 복귀할 것임을 밝혔다. 그러나 2009년 2월 16일, 그는 축구계로부터의 은퇴를 선언하였다.

## 수상

### 클럽
- UEFA 챔피언스리그: 1996–97
- 인터콘티넨털컵: 1997
- 푸스발-분데스리가: 1994–95, 1995–96, 2001–02
- UEFA컵 준우승: 2001–02
- DFB-포칼 준우승: 2007–08
- DFB-리가포칼 준우승: 2003

### 국가대표팀
- FIFA 월드컵 준우승: 2002

## 같이 보기
- 원클럽맨 명단